# Lorenzo Ghiberti
Lorenzo Ghiberti (pronunciación en italiano: /loˈrɛntso ɡiˈbɛrti/; Florencia, 1378 - id., 1 de diciembre de 1455), nacido Lorenzo di Bartolo, fue un escultor, orfebre, arquitecto y escritor de arte italiano del Quattrocento. Es conocido sobre todo como el creador de las puertas de bronce del baptisterio de Florencia, llamadas por Miguel Ángel la Puerta del Paraíso. Formado como orfebre y escultor, estableció un importante taller para la escultura en metal. Su libro de Commentarii contiene importantes escritos sobre el arte, así como lo que podría considerarse la más antigua autobiografía de un artista que nos ha llegado.

## Primeros años
Ghiberti nació en 1378 en Pelago, una comuna a 20 km de Florencia. Se dice que Lorenzo fue el hijo de Cione di Ser Buonaccorso Ghiberti y Fiore Ghiberti. Sin embargo, hay alguna duda sobre si Cione fue el auténtico padre de Ghiberti. A algún punto en su matrimonio, Fiore se fue a Florencia y vivió con un orfebre con el nombre de Bartolo di Michele. Se desconoce quién fue el padre biológico de Ghiberti. No hay documentación sobre la muerte de Cione, pero se sabe que después de morir Fiore y Bartolo se casaron en 1406. A pesar de ello, Bartolo fue el único padre que conoció Lorenzo y tuvieron una relación estrecha y amorosa. Bartolo era un orfebre hábil y popular en Florencia, y formó a Lorenzo en su comercio. Fue de este aprendizaje que Lorenzo aprendió los primeros principios del diseño. Lorenzo estuvo interesado en muchas formas de arte y no se limitó al trabajo en oro. Copiaba modelos de medallas antiguas y también en pintura. Lorenzo recibió una formación formal como pintor de Gherardo Starnina, un artista italiano de Florencia. Luego fue a trabajar en el taller florentino de Bartolo di Michele, donde también trabajaba Antonio del Pollaiolo. Cuando la peste bubónica golpeó Florencia en 1400, Ghiberti se trasladó a Rímini. En Rímini fue suficientemente afortunado como para recibir trabajo en el palacio de Carlo Malatesta para el señor de Pesaro, donde asistió a terminar los frescos de las paredes del castillo de Carlos I Malatesta. En el palacio Ghiberti recibió una pared para pintar, y pasó aquí mucho tiempo. Se cree que aquí es donde ganó su profundo amor por el arte de la pintura. Sin embargo, poco después de su llegada muchos amigos suyos de Florencia le dijeron que se iba a celebrar un concurso y preguntaban por maestros expertos en labores de bronce. A pesar de su gran aprecio por la pintura, Ghiberti pidió a Malatesta poder irse. En 1401 regresó a Florencia para participar en la competición para el encargo de una pareja de puertas de bronce para el baptisterio de la catedral de Florencia.

## Puertas del baptisterio de Florencia
Comenzó su actividad artística como orfebre. Sin embargo, no ganó fama hasta 1401, cuando participó en el concurso para decorar las segundas puertas (puerta norte) del baptisterio de la catedral de Florencia, resultando ganador, al renunciar al premio ex aequo (con igual mérito) Filippo Brunelleschi, el otro finalista.
La carrera de Ghiberti está dominada por sus dos encargos sucesivos para las parejas de puertas de bronce para el baptisterio de Florencia (Battistero di San Giovanni). Se las reconoce como una de las grandes obras maestras del primer renacimiento, y fueron famosas e influyentes desde que se descubrieron. Ghiberti se hizo famoso cuando a los 21 años ganó el concurso. El plan original era que las puertas representaran escenas del Antiguo Testamento, pero el plan se cambió para, en lugar de ello, representar escenas del Nuevo Testamento. Sin embargo, la pieza con la que ganó el concurso aún sobrevive, representando el sacrificio de Isaac.
Su triunfo en el concurso resultó decisivo para su vida, puesto que la magnitud de la tarea requirió la creación de un taller de gran tamaño, que se convertiría en el principal de la ciudad durante medio siglo. En él se formaron figuras destacadas del Renacimiento italiano, como Donatello, Michelozzo, Uccello, Masolino, Antonio Pollaiuolo y Filarete. Cuando el primer grupo de 28 paneles para el primer conjunto estuvo terminado, a Ghiberti se le encargó producir un segundo grupo para otras puertas en la iglesia, esta vez con escenas del Antiguo Testamento, como originalmente se pretendió para el primer conjunto. En lugar de 29 escenas, produjo 10 escenas rectangulares en un estilo completamente diferente. Estas eran más naturalistas, con perspectiva y una gran idealización del tema. Miguel Ángel las llamó «Las puertas del Paraíso», este segundo conjunto sigue siendo un gran monumento de la época del Humanismo renacentista.

### Puertas anteriores de Andrea Pisano
Como recomendó Giotto, Andrea Pisano fue premiado con la comisión para diseñar el primer grupo de puertas en el baptisterio florentino en 1329. Las puertas meridionales estuvieron originalmente instaladas en el lado este frente al Duomo, y fueron cambiadas a su actual ubicación en 1452. Estas puertas proto-renacentistas están formadas por 28 paneles cuatrifolios, con los 20 paneles superiores representando escenas de la vida de san Juan Bautista. Los ocho paneles inferiores representan a las ocho virtudes de la esperanza, la fe, la caridad, la humildad, la fortaleza, la templanza, la justicia y la prudencia. Pisano tardó seis años en completarlas, acabando en 1336. En 1453, Ghiberti y su hijo Vittorio recibieron el encargo de añadir un marco a los paneles ya existentes de Pisano. Ghiberti murió en 1455, ocho años antes de que el marco se acabara, dejando una gran parte de la obra a Vittorio y otros miembros de su taller. Hay una inscripción en latín en la parte superior de la puerta: «Andreas Ugolini Nini de Pisis me fecit A.D. MCCCXXX» (Andrea Pisano me hizo en 1330). Las puertas meridionales estaban pasando por una restauración en septiembre de 2016.

### Competición de 1401

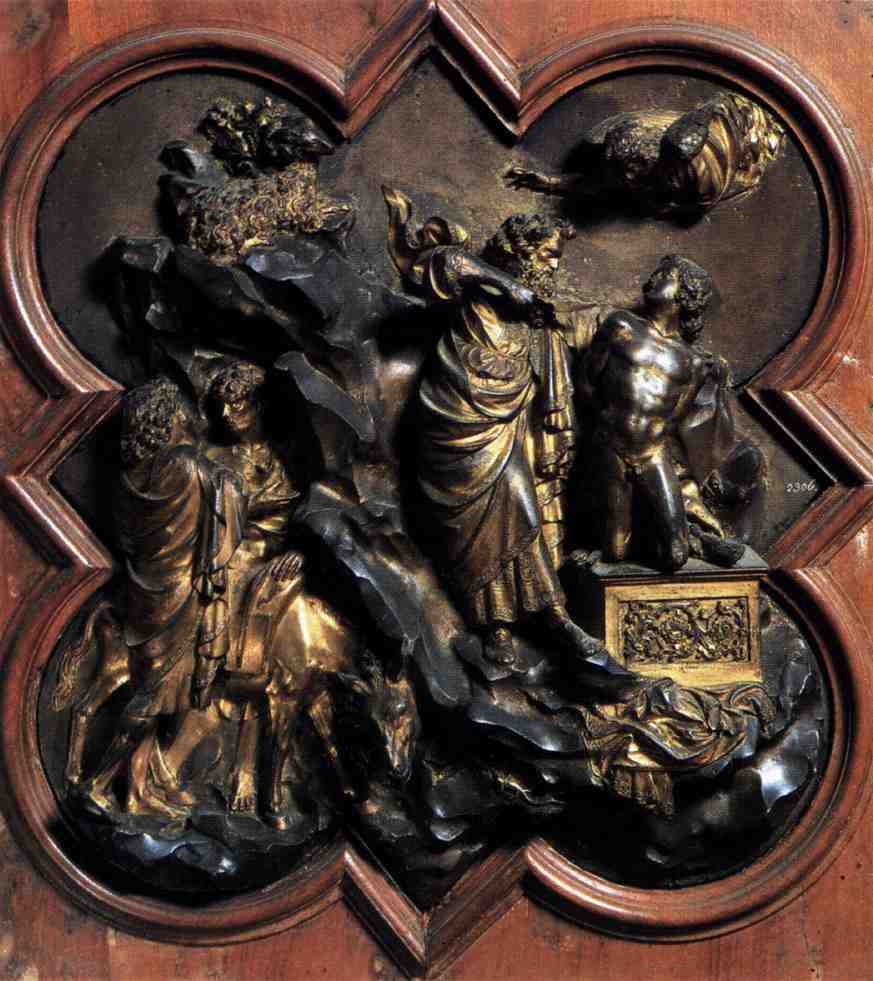
El Sacrificio de Isaac presentado al concurso de 1401.

En 1401, el Arte di Calimala (gremio de los importadores de paño) anunció una competición para diseñar puertas que con el tiempo se colocarían en el lado norte del baptisterio (la ubicación original de estas puertas era el este del baptisterio, pero las puertas se trasladaron al lado septentrional después de que Ghiberti acabara su segundo encargo, conocidas como las puertas del Paraíso).
Estas nuevas puertas servirían como una ofrenda votiva para celebrar que Florencia se había librado de brotes relativamente recientes de la peste negra. A cada participante se le dieron cuatro tablas de bronce, y se les pedía que hicieran un relieve con el tema del «Sacrificio de Isaac» sobre una pieza de metal que era el tamaño y la forma de los paneles de la puerta. A cada artista se le dio un año para preparar su panel, y el artista que se considerara el mejor recibiría el encargo. Mientras que muchos artistas compitieron para este encargo, el jurado seleccionó solo siete semifinalistas que incluyeron a Ghiberti, Filippo Brunelleschi, Simone da Colle, Francesco di Val d’Ombrino, Niccolo d’ Arezzo, Jacopo della Quercia da Siena, y Niccolo Lamberti. En 1402 en el momento de juzgarlos, solo Ghiberti y Brunelleschi fueron finalistas, y cuando los jueces no podían decidir, se les encargó trabajar juntos en ello. Se entrometió el orgullo de Brunelleschi, y se marchó a Roma a estudiar arquitectura dejando que el joven de 21 años Ghiberti trabajara en la obra él solo. La autobiografía de Ghiberti, sin embargo, afirma que él había ganado «sin una sola voz disidente». Los diseños originales de El sacrificio de Isaac por Ghiberti y Brunelleschi se muestran en el museo del Bargello en Florencia. Las diferencias entre el Sacrificio de Isaac que crearon Brunelleschi y Ghiberti incluyen la forma en la que el panel estaba construido y la eficiencia conjunta del panel. El panel de Brunelleschi estaba formado por piezas individuales de las figuras de la obra artística que se colocaba dentro de un marco de bronce. En contraste con el método de Brunelleschi de crear la obra de arete de su panel, el molde de Ghiberti tenía todas las figuras, con la excepción de Isaac, creada toda como una sola pieza. Las piezas de las propias figuras todas se vaciaban en el interior. Debido a los métodos de cómo Ghiberti hizo el panel, acabó siendo más fuerte, usaba menos bronce, y tenía menos peso que el panel de Brunelleschi. El panel usó menos bronce lo que era más eficiente desde el punto de vista del coste. Incluyendo el aspecto del arte en sí, estas diferencias influyeron en cómo el consejo de la competición decidió el ganador.

### Puertas septentrionales (Primeras puertas)

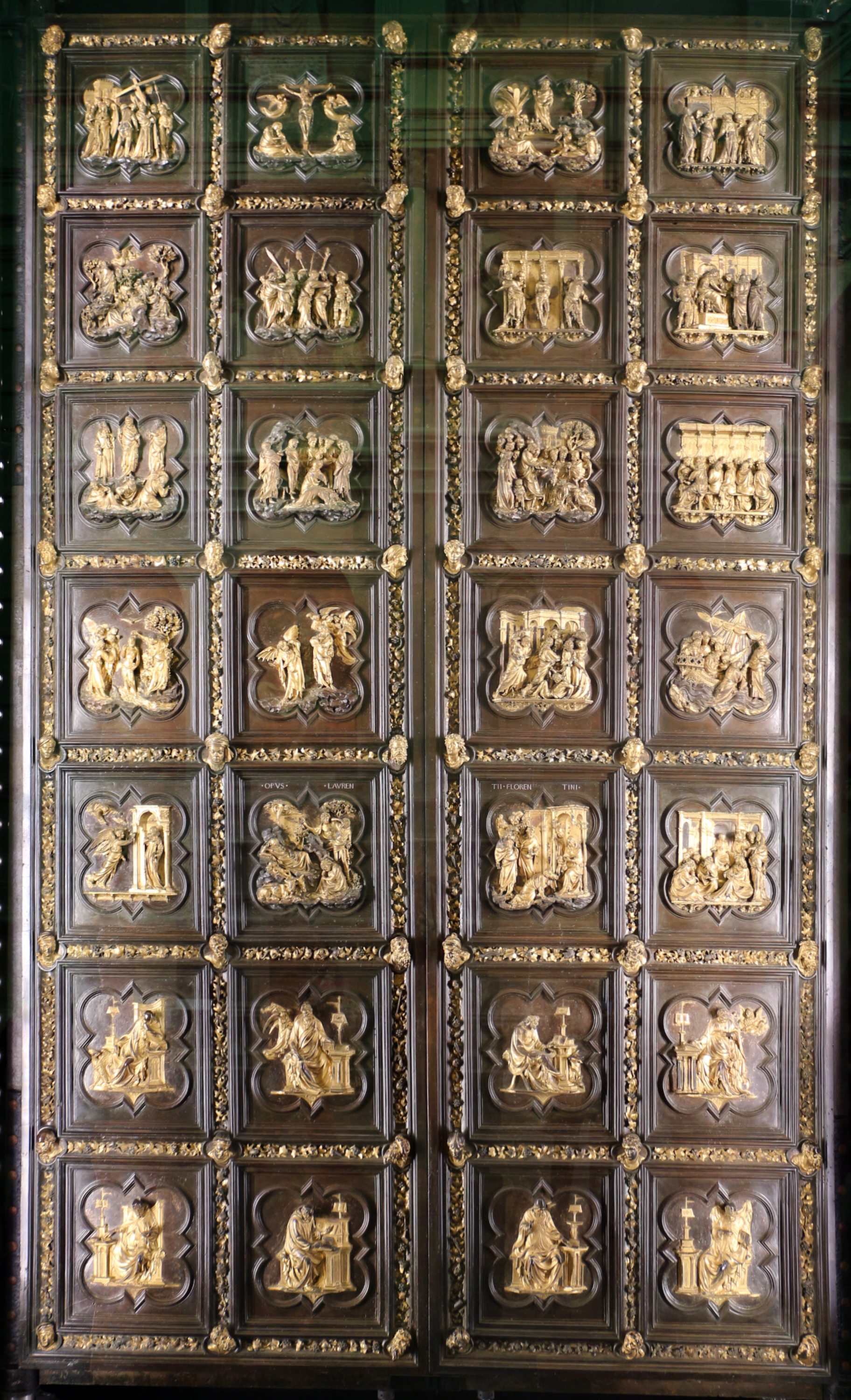
La Puerta Norte.

Después de la competición, el padre de Ghiberti, Bartolo lo ayudó muchísimo a la hora de perfeccionar el diseño de sus puertas antes de que se fundiesen. Este encargo supuso un reconocimiento inmediato y perdurable del gran artista. En 1403 se firmó el contrato formal con el taller de Bartolo di Michele, el mismo taller en el que previamente se había formado, y de la noche a la mañana se convirtió en la más prestigiosa de Florencia. Cuatro años más tarde en 1407, Lorenzo legalmente asumió el encargo y se le prohibió aceptar encargos adicionales. Dedicó mucho de su tiempo a crear las puertas, y recibió doscientos florines al año por su obra. Para fundir las puertas, Lorenzo trabajó en un estudio llamado el Aja o piso de trilla. El estudio se encontraba cerca del Hospital de santa María la Nueva, el hospital más viejo que aún está activo en Florencia hoy en día. En el Aja, Ghiberti construyó un gran horno para fundir su metal en un intento de fundir las obras, sin embargo este primer modelo fue un fracaso. Después de este intento, intentó una vez más para hacer un molde. En este segundo intento tuvo éxito y acabó usando 34.000 libras de bronce, con un coste total de 22.000 ducados. Esto en aquella época era una gran suma.
El trabajo en estas puertas duró más de veinte años (de 1403 a 1424). Son veintiocho relieves de bronce de formato cuadrilobulado relativamente pequeño (45 × 38 cm tuvo el modelo para el concurso -un Sacrificio de Isaac-), dispuestos en una cuadrícula de siete por cuatro en el rectángulo de la puerta (de 506 × 387 cm); donde se representaron, en los cinco pisos superiores, veinte episodios del ciclo de la vida de Cristo del Nuevo Testamento (desde la Anunciación hasta Pentecostés). El 19 de abril de 1424 fueron colocados en un lado del baptisterio. Veinte paneles muestran episodios de la vida de Cristo del Nuevo Testamento: la Anunciación, Natividad, Adoración de los Magos, Jesús entre los doctores, Bautismo de Cristo, Tentación de Cristo, Expulsión de los mercaderes del templo, Jesús caminando sobre las aguas, Transfiguración, la resurrección de Lázaro, Entrada de Cristo en Jerusalén, La última cena, Agonía en el jardín, Captura de Cristo, La flagelación, Cristo ante Pilatos, Subida al Calvario, Crucifixión, Resurrección, y Pentecostés.
En los dos pisos inferiores hay ocho paneles con figuras de santos (los cuatro evangelistas -San Juan, San Mateo, San Lucas y San Marcos- y cuatro doctores de la Iglesia -San Ambrosio, San Jerónimo, San Gregorio y San Agustín-). Los paneles están rodeados por un marco de follaje en el marco de la puerta y bustos dorados de profetas y sibilas en las intersecciones de los paneles. 
El estilo, minucioso, es cercano al gótico. Originalmente instalados en el lado este en lugar de las puertas de Pisano, más tarde se trasladaron al lado septentrional. El historiador del arte Antonio Paolucci las describió como «el evento más importante en la historia del arte florentino en el primer cuarto del siglo XV».
Las estatuas de bronce sobre la puerta norte representan a San Juan Bautista predicando a los saduceos y fueron esculpidas por Francesco Rustici. Rustici puede que ayudara en el diseño por Leonardo da Vinci, quien lo ayudó en la elección de sus herramientas.

### Después de terminarse las puertas

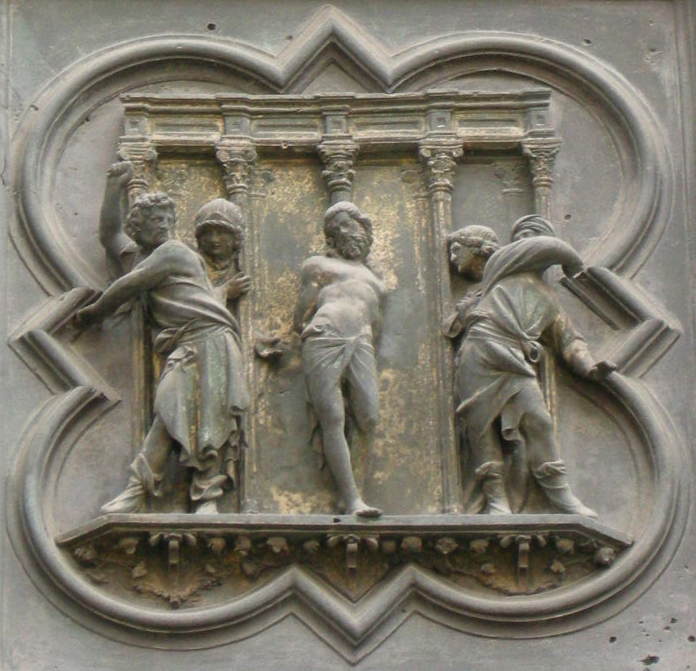
La flagelación, uno de los paneles de las puertas septentrionales.

Después de terminarse estas puertas, Ghiberti fue ampliamente reconocido como una celebridad y el artista más destacado en su campo. Se le dieron nuevos encargos, incluyendo alguno del papa. En 1425 obtuvo un segundo encargo para el baptisterio de Florencia, esta vez para las puertas orientales, en las que él y su taller (incluyendo a Michelozzo y Benozzo Gozzoli) trabajaron durante 27 años, sobrepasandose a sí mismos. Los temas del diseño de las obras los eligieron Leonardo Bruni d'Arezzo, entonces canciller de la República de Florencia. Tienen 10 paneles representando escenas del Antiguo Testamento, y fueron en su momento instalados en el lado oriental. Los paneles son grandes rectángulos y no estaban ya insertos en el tradicional cuadrifolio gótico, como en las puertas anteriores. Ghiberti empleó los recién descubiertos principios de la perspectiva para dar profundidad a sus composiciones. Cada panel representa un episodio. «La historia de José» presenta el esquema narrativo de José arrojado al pozo por sus hermanos, José vendido a los comerciantes, Los comerciantes entregan a José al faraón, José interpreta el sueño del faraón, El faraón le rinde honores, Jacob envía a sus hijos a Egipto y José reconoce a sus hermanos y vuelve a casa. Según las Vidas de Vasari, este panel era el más difícil y también el más hermoso. Las figuras se distribuyen en un muy bajo relieve en un espacio con perspectiva (una técnica inventada por Donatello y llamada rilievo schiacciato, que literalmente significa «relieve aplanado»). Ghiberti usa diferentes técnicas escultóricas, desde líneas incisas hasta esculturas prácticamente de bulto redondo, acentuando aún más el sentido del espacio.
Los paneles están incluidos en un marco ricamente decorado en oro de follaje y fruta, con muchas estatuillas de profetas y 24 bustos. Los dos bustos centrales son retratos del artista y de su padre, Bartolomeo Ghiberti.
El panel de la Anunciación representa la escena con un ángel vestido, con túnica y alas, así como una trompeta, se aparece a María, que muestra una expresión de sorpresa dejando la puerta. El panel de la Natividad representa el nacimiento de Cristo con un buey, un asno, José y María, un ángel, y los pastores. Todos los personajes en el panel se presentan cerca de una cueva mientras todos salvo María le muestran reverencia. El panel de la adoración de los magos muestra a los tres magos alabando a Cristo y María, con José y los ángeles en el fondo. En el panel de Cristo entre los doctores, Cristo es representado como un niño sentado sobre una silla en forma de trono rodeado por los doctores discutiendo con él. La narración de los doctores sorprendidos por lo inteligente que Cristo habla se demuestra por cómo todos los doctores hablan entre sí en una intensa discusión alrededor de cristo. El panel del Bautismo de Cristo, se muestra a Jesús rodeado por espectadores, un paloma y su primo, Juan Bautista, siendo bautizado en un río. El fondo incluye árboles intensamente detallados con hojas, rocas, y un río fluyendo. El panel de La tentación de Cristo muestra a Cristo rodeado por ángeles al tiempo que se enfrenta al ángel caído, Satán, alzado sobre rocas. A Satán se le representa como un humano con alas de murciélago y ropas. El panel de la Expulsión de los mercaderes del templo presenta la escena con Cristo expulsando a un grupo de comerciantes con sus puños alzados dentro del templo. El templo en el fondo se representa con columnas y arcos con diseños complejos, también se demuestra a los comerciantes sosteniendo mercancías mientras que los empujan fuera. En el panel de Cristo caminando sobre las aguas muestra a Jesús en pie sobre el agua y los discípulos mientras que Pedro se está ahogando. El panel muestra a un barco detallado con velas mostrando cuerdas individuales del mástil así como el propio barco con diseños artístico. El océano está también detallado con las olas ondulándose y donde Jesús se alza sobre el agua, se dobla para mostrarle alzándole sobre ellas. El panel de la Transfiguración muestra a Jesús alzándose con los profetas Moisés y Elías sobre sus discípulos Pedro, Santiago y Juan. El asombro de los tres discípulos se expresa con ellos sobre el suelo y mirando lejos de Cristo y los profetas. El panel de la Resurrección de Lázaro muestra a Lázaro abandonando su tumba rodeado por Cristo, sus hermanas, y discípulos. El asombro de las hermanas de Lázaro se muestra con una de ellas en el suelo y la otra cogiendo a Lázaro al tiempo que se arrodilla. La Entrada en Jerusalén muestra a Cristo sobre un asno saludado por una gran muchedumbre con las puertas de Jerusalén en el fondo. Cada individuo del grupo tiene una cara diferente con distintos estilos de pelo y ropa. La última cena muestra la bien conocida escena en el Nuevo Testamento de Cristo comiendo con los doce apóstoles. El fondo está decorado con uvas en las columnas y paños en el fondo mientras Cristo preside la mesa y los discípulos sentados juntos. Jesús en el huerto presenta a Cristo rezando hacia un ángulo y discípulos detrás de él, dormidos. La imaginería del jardín está detallado con arbustos muy detallados, rocas, y árboles. La captura de Cristo muestra a Jesús marcado por Judas y que va a ser arrestado por los soldados romanos mientras que los discípulos están luchando contra el soldado. Los soldados cada uno de ellos tienen armadura y armas individualizadas como una lanza, un hacha y una espada. En la Flagelación Jesús es azotado por los soldados romanos sosteniendo cañas en un movimiento de balanceo. La Crucifixión de las puertas septentrionales presenta la escena con María y Juan a los pies de la cruz, lamentándose con ángeles cerca de cristo colgando. A María se la presenta de luto mirando lejos de la cruz.
Aunque la cualidad total de la fundición está considerada como algo exquisito, hay algunos errores conocidos. Por ejemplo, en el panel 15 de las puertas septentrionales (La flagelación) el fundido de la segunda columna en la fila del frente ha sido cubierta con un brazo, de manera que uno de los flageladores parece atrapado en piedra, con su mano sobresaliendo.
Miguel Ángel se refirió a estas puertas como compañeras adecuadas a las puertas del Paraíso (en it. Porte del Paradiso), y aún invariablemente se les llama así por este nombre. Giorgio Vasari las describió un siglo más tarde con «indudablemente perfectas de todas las formas y deben considerarse como la mejor obra de arte nunca creada». El propio Ghiberti dijo que eran «la obra más singular que hice nunca».

### Puerta del Paraíso (segundas puertas)
| Adán & Eva    | José    |
| Caín & Abel   | Moisés  |
| Noé           | Josué   |
| Abraham       | David   |
| Isaac & Jacob | Salomón |

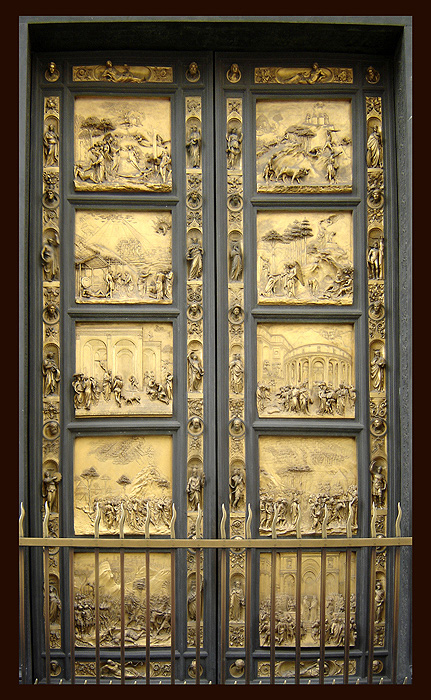
Puerta del Paraíso.

Las primeras puertas tuvieron tanto éxito que posteriormente el gremio de comerciantes de Florencia le encomendó el encargo de ejecutar para el mismo baptisterio una tercera doble puerta, que acabó en 1452. 
Está decorada con diez bajorrelieves de bronce dorado que representan escenas del Antiguo Testamento, en formato y estilo totalmente diferentes a los anteriores, aplicando conscientemente las reglas de la perspectiva renacentista. Miguel Ángel bautizó esta puerta como "puerta del Paraíso", nombre con que se la sigue conociendo actualmente.

## Vida posterior, familia y fallecimiento
Para 1417 Lorenzo Ghiberti estaba casado con Marsila, la hija de 16 años de Bartolommeo di Lucca, un digno fabricante de peines. Tuvieron dos hijos. En 1417 tuvieron a Tommaso Ghiberti, y un año más tarde a Vittorio Ghiberti. Ghiberti era más rico que la mayor parte de sus artistas contemporáneos, y su éxito les proporcionó grandes ventajas financieras. Un recibo de impuestos de 1427 muestra que era propietario de una considerable cantidad de tierra, y fuera de Florencia. También invirtió una sustanciosa cantidad de dinero en bonos del gobierno a su crédito. A lo largo de los años, su propiedad real y monetario y seguía creciendo. Lorenzo Ghiberti vivió hasta los 75 años de edad, y sucumbió a la fiebre y murió en Florencia. Fue enterrado el 1 de diciembre de 1455, en Santa Croce. Vittorio siguió los pasos de su padre como orfebre y fundidor de bronce, pero nunca alcanzó gran fama. Tommaso se unió al negocio de su padre, ayudando como colaborador con los ayudantes de Lorenzo. Después de la muerte de su padre se desconoce si continuó con el negocio, pues no es mencionado en los documentos después de 1447. Más tarde, Vittorio tuvo un hijo al que llamó Buonaccorso quien siguió el arte paterno. Sin embargo, Buonaccorso tenía un diferente propósito en la obra de su abuelo, con sus fundiciones de metal adoptando la forma de artillería y bolas de cañón. Su manufactura de estas armas lo hicieron famoso, principalmente por proporcionar armas para las guerras de Sarzana y Pisa.

## Otras obras

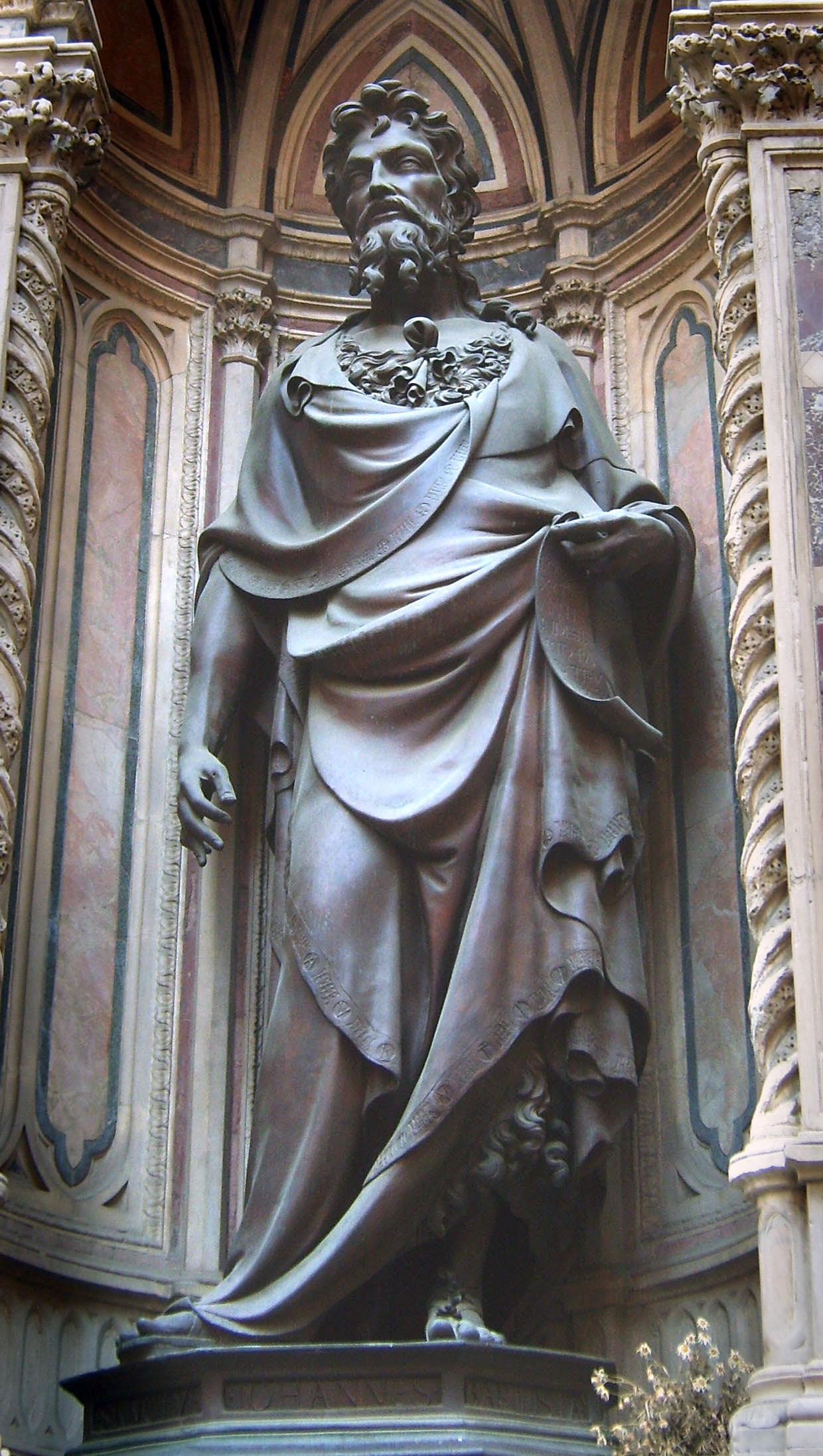
San Juan Bautista

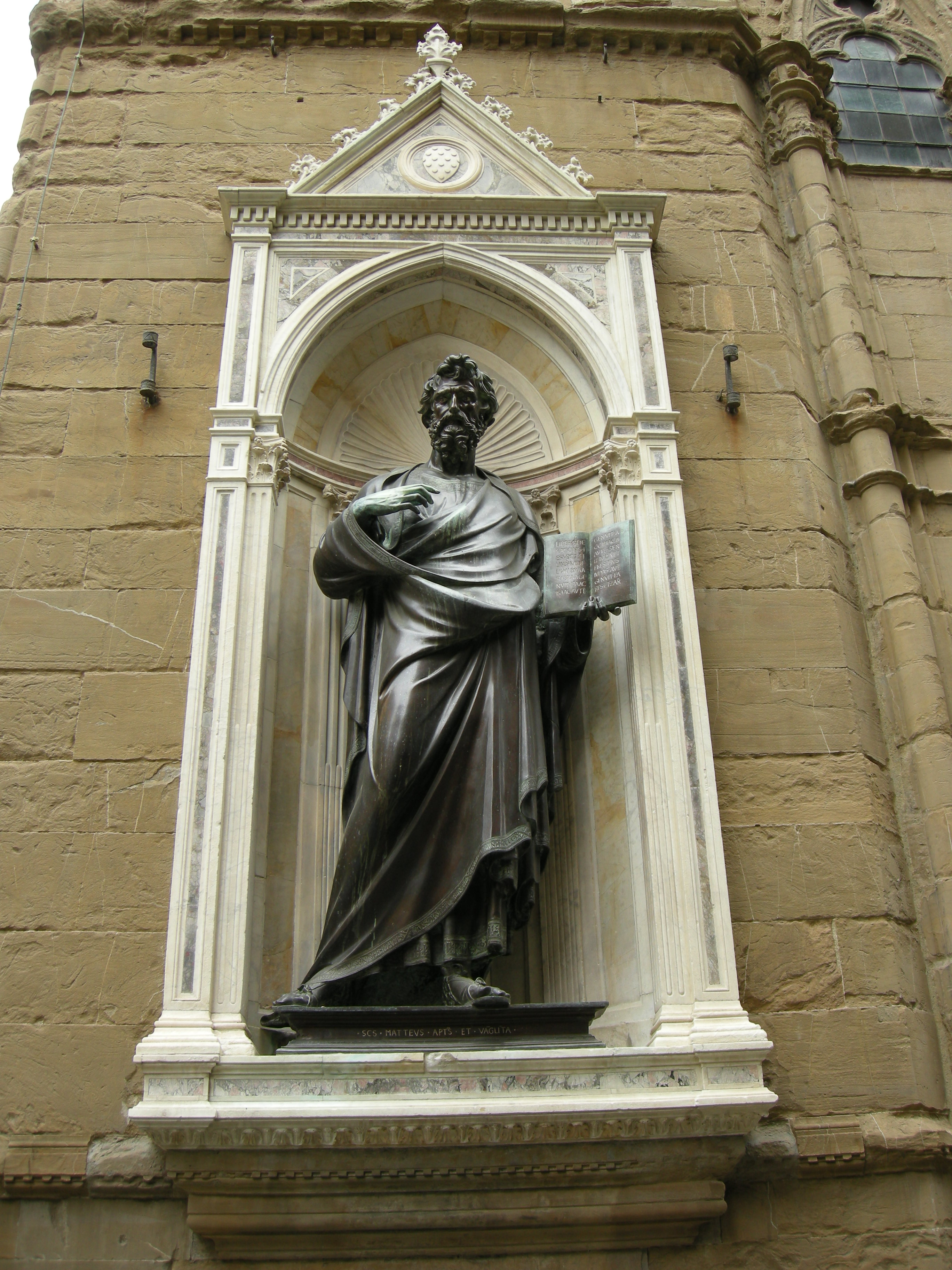
San Mateo

A Ghiberti se le encargó ejecutar monumentales estatuas de bronce doradas para nichos seleccionadas en el Orsanmichele de Florencia, una de San Juan Bautista para el Arte di Calimala (Gremio de los comerciantes de lana) y otra de San Mateo para el Arte di Cambio (gremio de los banqueros). La escultura de San Juan Bautista se realizó en 1412-1416. Esta estatua fue un avance tecnológico para la época. Ghiberti tenía una habilidad inusitada para fundir el bronce. Fue influido por el estilo gótico en Italia, lo que se demuestra en las elegantes curvas de la espada y los drapeados.
La estatua de san Mateo, la que financiaron los banqueros, se ejecutó en 1419-1423. Alcanzó una altura de 2,69 metros. Está elaborada en bronce. Se encuentra también en un nicho de Orsanmichele. El gremio especificó que querían una estatua tan alta o más que la de San Juan Bautista.
Finalmente, produjo también una figura de bronce de San Esteban para el Arte della Lana (gremio de tejedores de lana).
Resultó también finalista junto a Brunelleschi en el concurso para la construcción de la cúpula de la catedral (1419), pero esta vez el trabajo le fue encargado a Brunelleschi.
También coleccionó artefactos clásicos y fue un historiador. Se implicó activamente en la difusión de las ideas humanistas.

## Commentari
En sus últimos años escribió los tres tomos de I Commentari («los Comentarios»), en los que se incluía referencias a pintores y escultores italianos. Son una valiosa fuente de información sobre el arte del renacimiento. Esta obra fue una principal fuente para las Vite de Vasari.
Los Comentarios de Ghiberti incluyen lo que se considera más antigua autobiografía conservada de un artista. Discute el desarrollo del arte desde la época de Cimabue a través de su propia obra. Al descubrir su segundo portal de bronce para el baptisterio de Florencia, afirma: «En esta obra busqué imitar la naturaleza de manera tan realista como fuera posible, tanto en proporciones como en perspectiva ... los edificios aparecen como vistos por el ojo de alguien que mire desde la distancia». El idioma que Ghiberti usa para describir su arte ha demostrado ser muy valioso para los historiadores del arte a la hora de comprender el propósito que perseguían los artistas del renacimiento con sus obras.
Paolo Uccello, a quien habitualmente se le considera como el primer gran maestro de la perspectiva, trabajó en el taller de Ghiberti durante varios años, haciendo difícil determinar hasta qué punto las innovaciones de Uccello en la perspectiva se deben a la instrucción de Ghiberti. Donatello, conocido como uno de los primeros ejemplos de perspectiva de punto central en escultura, también trabajó brevemente en el taller de Ghiberti. También por aquella época Paolo comenzó su larga amistad con Donatello. Alrededor del año 1413 uno de los contemporáneos de Ghiberti, Filippo Brunelleschi, demostró el método geométrico de perspectiva usado hoy por los artistas, pintando los contornos de varios edificios florentinos en un espejo. Cuando el contorno del edificio se continuaba, se dio cuenta de que todas las líneas convergían en la línea del horizonte.
Recientes estudios indican que, en su obra sobre la perspectiva, Ghiberti se vio influido por el polímata árabe Alhazen quien había escrito sobre la base óptica de la perspectiva a principios del siglo XI. Su Libro de óptica fue traducido al italiano en el siglo XIV como Deli Aspecti, y fue ampliamente citado en el «Commentario terzo» de Ghiberti. El autor A. Mark Smith sugiere que, a través de Ghiberti, el Libro de óptica de Alhazen «bien pudo haber sido central para el desarrollo de la perspectiva artificial al principio de la pintura italiana del Renacimiento».

## Galería

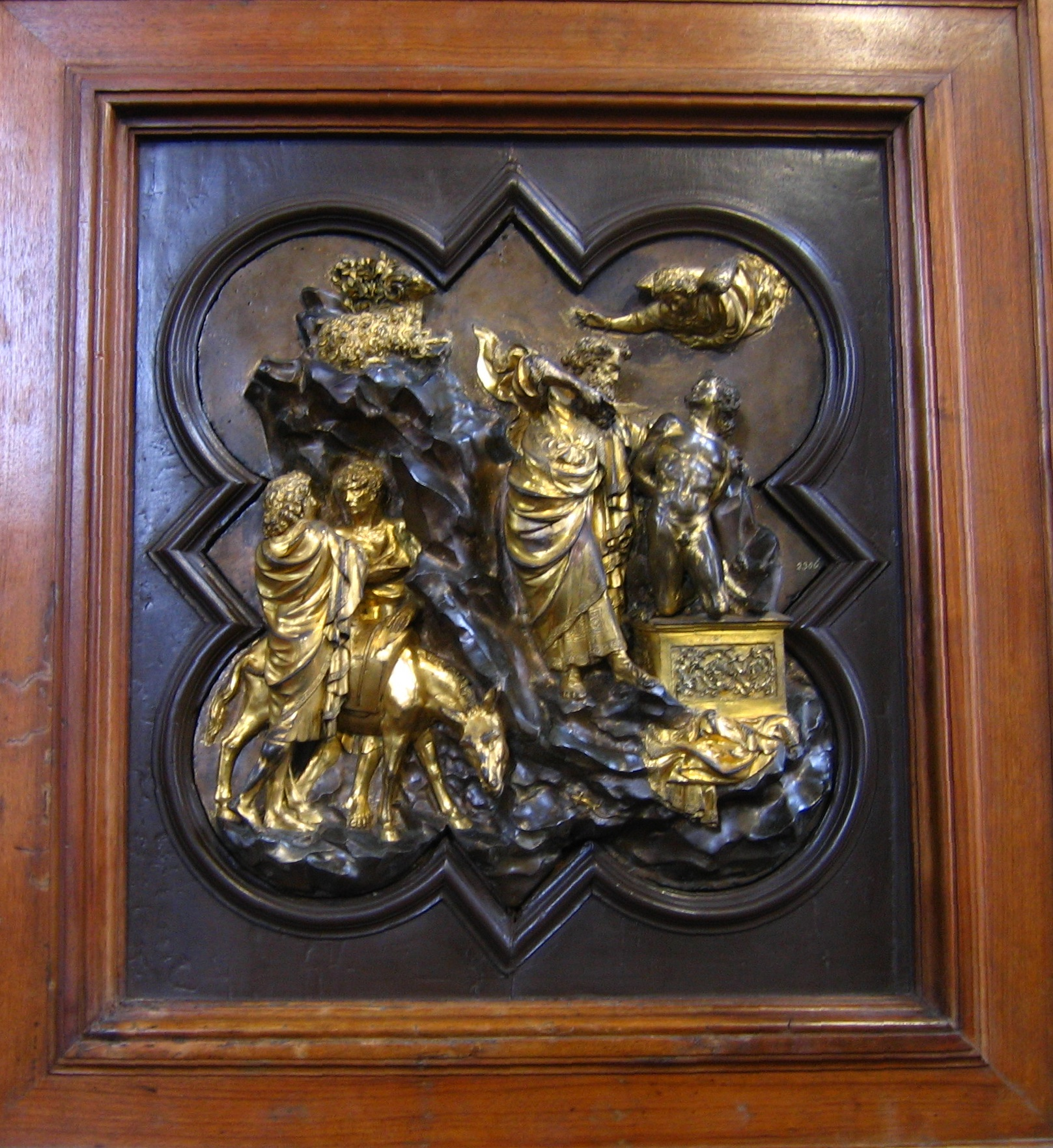
Pieza ganadora de Ghiberti para la competición de 1401.
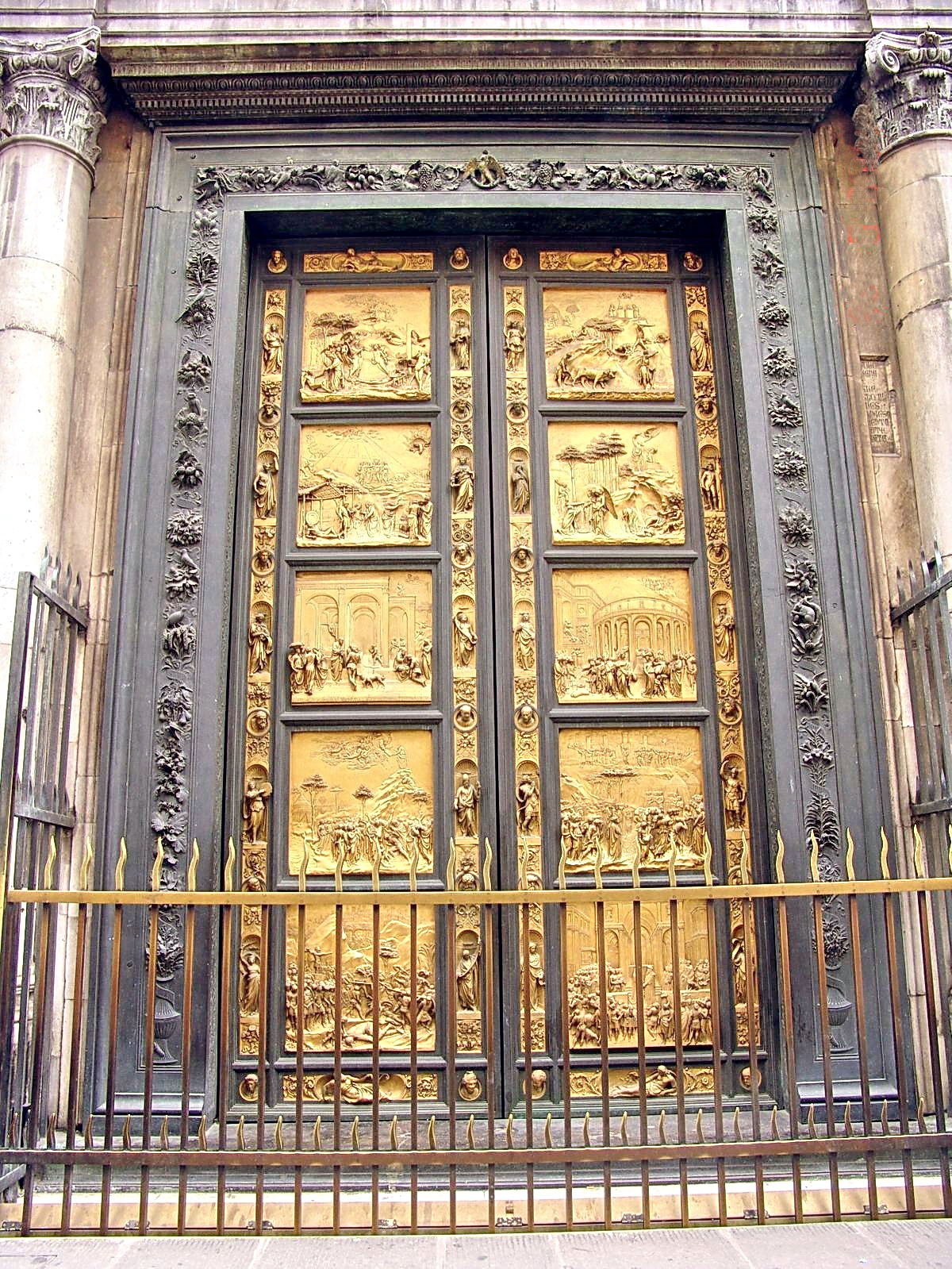
Puerta del Paraíso, Baptisterio, Florencia. Las puertas in situ son una reproducción.
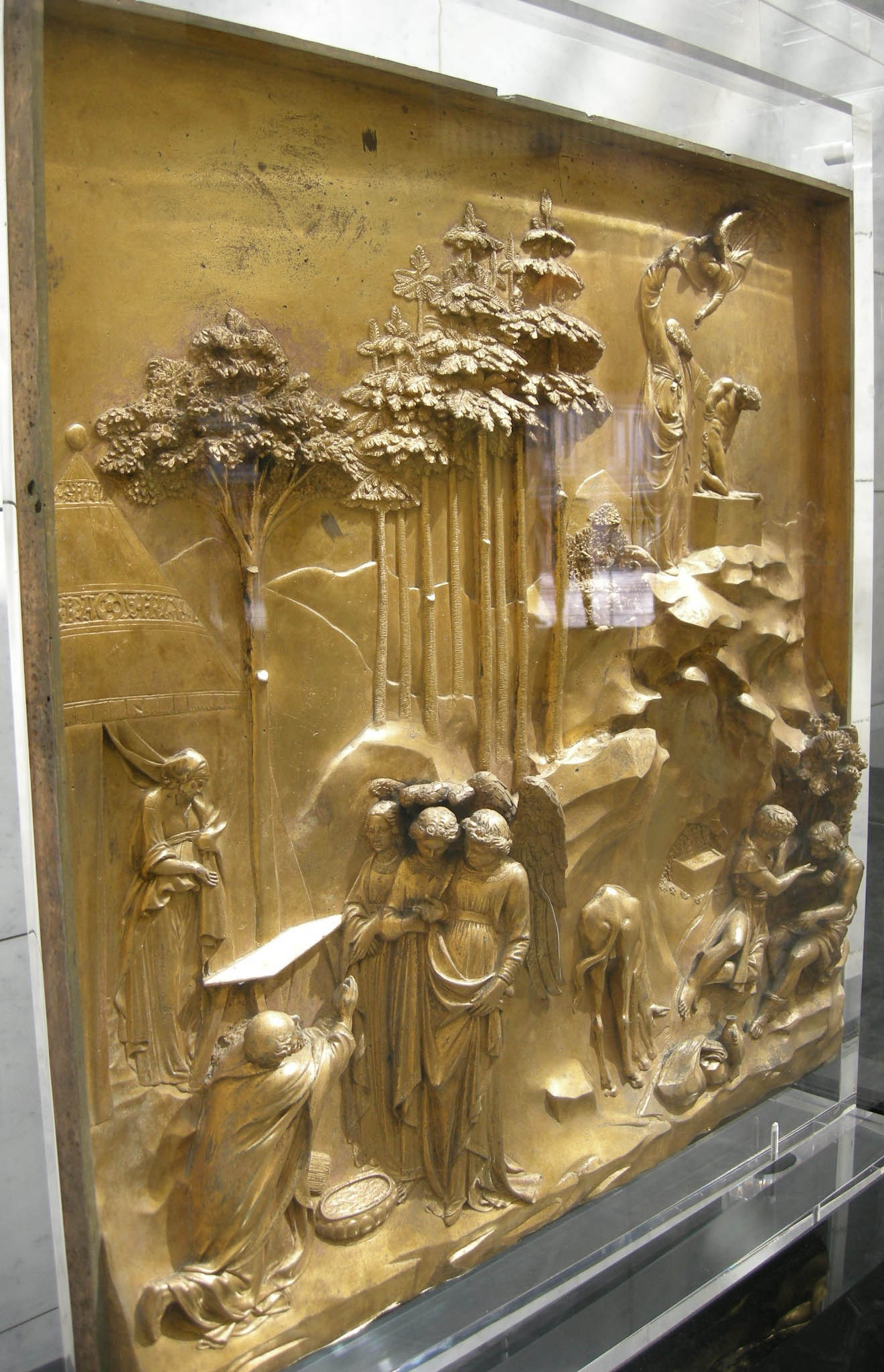
Vista desde un ángulo de un panel con la historia de Abraham en la Puerta del Paraíso (véase arriba).
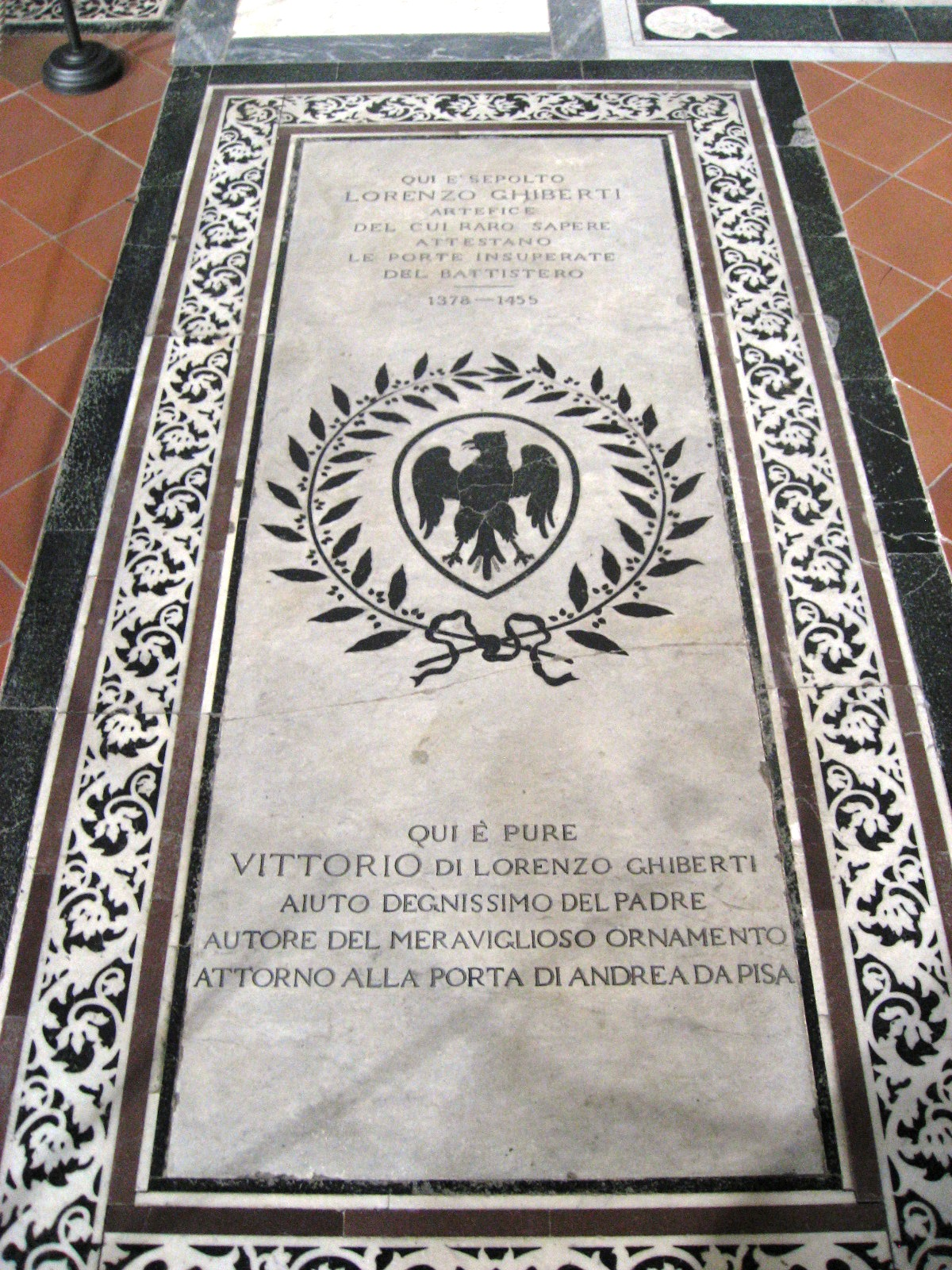
Tumba de Ghiberti en la Basílica de Santa Croce en Florencia
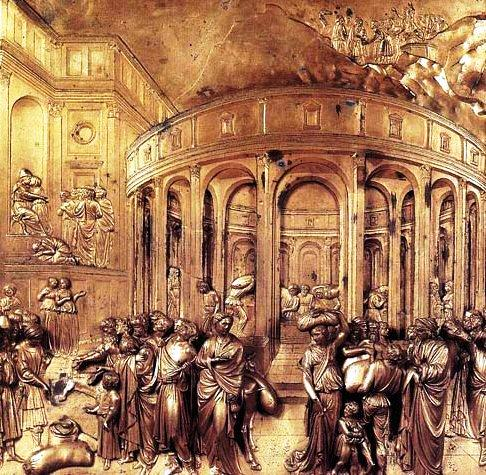
La historia de José, segundo grupo de puertas
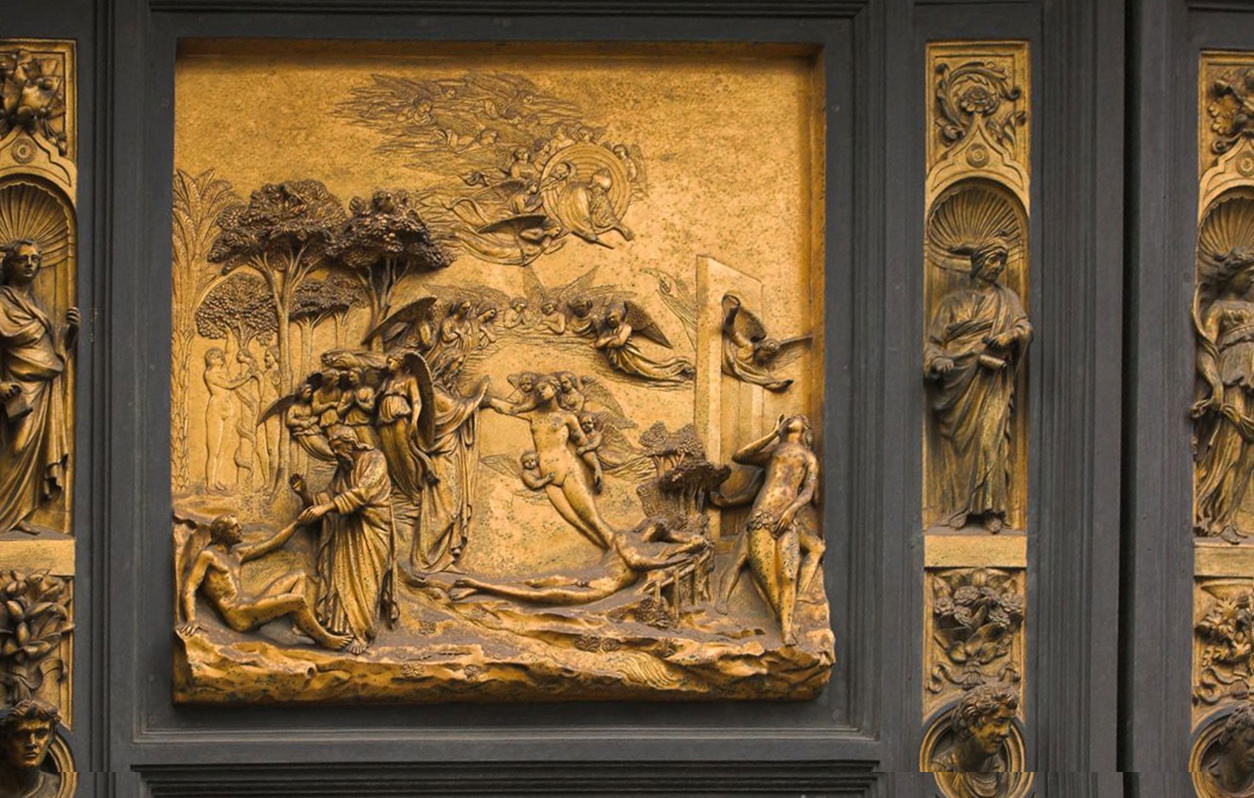
Adán y Eva